# Trubchevsky (huyện)
Huyện Trubchevsky (tiếng Nga: ? райо́н) là một huyện hành chính tự quản (raion), của Tỉnh Bryansk, Nga. Huyện có diện tích 1804 kilômét vuông, dân số thời điểm ngày 1 tháng 1 năm 2000 là 43200 người. Trung tâm của huyện đóng ở Trubchevsk.